# 베레니케 3세 필로파토르
베레니케 3세 필로파토르 혹은 클레오파트라 베레니케(그리스어:Βερενίκη Γ', 영어:Berenice III Philopator/Cleopatra Berenice, 기원전 120년 - 기원전 80년)는 고대 이집트 프톨레마이오스 왕조의 파라오여왕이다. 아버지는 프톨레마이오스 9세 라튀로스이며 어머니는 클레오파트라 세레네 1세이다. 프톨레마이오스 10세 알렉산드로스 1세의 질녀이며 아내이다. 또한 프톨레마이오스 11세 알렉산드로스 2세의 아내가 되기도 한다.

## 생애
기원전 101년 알렉산드로스 1세는 어머니인 클레오파트라 3세를 암살하고, 형인 라튀로스와 화해한다. 그와 동시에 라튀로스의 딸인 베레니케 3세와 알렉산드로스는 결혼했다. 이 두 사람 사이에서 알렉산드로스 2세가 태어났다.
기원전 88년에 알렉산드로스 1세가 사망하자 라튀로스가 다시 파라오로 복위하였다. 그리고 기원전 81년에 라튀로스가 사망하자 베레니케 3세는 단독의 파라오가 되었다. 그러나 다음해에 로마의 지원을 얻은 알렉산드로스 2세가 귀국하여, 베레니케 3세와 억지로 결혼하여 파라오로 즉위하였다. 하지만 그녀는 결혼으로부터 19일 뒤 알렉산드로스 2세에게 암살되고, 그 또한 이 소식을 들은 알렉산드리아 시민들에 의해 살해당한다.

## 관련 문헌
- Aidan Dodson, Dyan Hilton: The Complete Royal Families of Ancient Egypt. The American University in Cairo Press, London 2004, S. 264–281, ISBN 977-424-878-3